# Andradina (football)
Pour les articles homonymes, voir Andradina.
Edi Carlo Dias Marçal, appelé communément Andradina, est un footballeur brésilien né le 13 septembre 1974.

## Palmarès

### Distinctions personnelles
- Meilleur buteur du championnat de Russie D2 en 1998 (27 buts)